# Фундаментальная библиотека Белорусского государственного университета
Фундаментальная библиотека Белорусского государственного университета (ФБ БГУ) — одна из старейших и крупнейших университетских библиотек Республики Беларусь. Начала свою работу в 1921 году. На 2011 год фонд библиотеки достиг 2 млн единиц. В библиотеке обширный фонд редких и ценных изданий (старопечатные издания, коллекция революционной печати и первых лет советской власти, нелегальные и запрещенные дореволюционные издания). По состоянию на 1 января 2020 года пользователей обслуживают 9 абонементов, 15 информационных залов, 1 медиатека, коворкинг «Либратория» (более 850 мест), 5 кафедральных и кабинетских библиотек

## История
Работа по открытию библиотеки началась вместе с  созданием БГУ. В апреле 1919 г. Евгения Гурвич была назначена временным научным библиотекарем в составе комиссии по созданию университета.  23 мая 1921 г. СНК БССР было утверждено штатное расписание в количестве 13 сотрудников. Первоначально фонд библиотеки была сформирована на основе 40 тыс. томов книг, переданных университету Народным Комиссариатом просвещения ССРБ, и 20 тыс. томов поступило из библиотеки бывшей Минской Духовной семинарии.
С 1922 г. библиотека совмещала функции государственной и университетской библиотеки и являлась центральным библиографическим учреждением БССР (в составе библиотеки были созданы Белорусская Книжная Палата и Библиографическое бюро). В 1922 г. Центральная российская книжная палата предоставляет ей право получать один обязательный экземпляр всех выходящих в РСФСР изданий. С 1923 г. библиотека стала получать обязательные экземпляры всех изданий, выходивших в УССР.
Большую помощь в комплектовании библиотеки оказали преподаватели и лично первый ректор БГУ В. И. Пичета. В 1925 году за выделенные государством деньги ректор для нужд библиотеки организовал покупку у ленинградского коллекционера В.И. Комарницкого 10 книг Франциска Скорины.
В 1926 г. Белорусская государственная и университетская библиотека преобразована в «Центральную государственную книжницу под названием Белорусская государственная библиотека» («Цэнтральную дзяржаўную кніжніцу пад назвай Беларуская дзяржаўная бібліятэка») и выведена из структуры БГУ. Практически весь фонд университетской библиотеки (около 270 тыс. единиц), здание и коллектив были переданы Белорусской государственной библиотеке (Сегодня - Национальная библиотека Беларуси). В БГУ продолжили работу факультетские библиотеки. Несмотря на то, что государственная библиотека согласно уставу сохраняла за собой функции университетской со временем встал вопрос о формировании новой университетской библиотеки. В 1928 году при строительстве университетского городка уже планировалось отдельное здание для университетской библиотеки. К 1934 г. в библиотеке БГУ насчитывалось около 11 тыс. книг и 3 тыс. экземпляров журналов, работало 6 человек. К 40-м годам в библиотеку начали поступать диссертационные работы, защищаемые в университете. К началу 1941 г. фонд библиотеки составлял 200 тыс. томов. Во время оккупации Минска гитлеровские захватчики большую часть книг университетской библиотеки уничтожили, а часть ценной литературы вывезли в Германию. Часть фонда была спрятана оставшимися в оккупированном Минске библиотекарями и преподавателями в хозпостройке на ул. Витебской.
После возобновления в эвакуации работы БГУ в 1943 г.  на станции Сходня под Москвой была открыта и библиотека на основе 20 тыс. книг переданными вузами Москвы. После возвращения в Минск работа библиотеки была постепенно восстановлена, помощь оказали Госфонд литературы РСФСР, Московский университет имени М. В. Ломоносова, другие вузы РСФСР.
В 1952 г. библиотека восстановила довоенный объем фонда в 200 тыс. томов. Штат библиотеки насчитывал 11 человек. В 1967 г. фонд библиотеки уже насчитывал 850 тыс. единиц, а структура включала 4 отдела, а также 2 факультетские библиотеки. Всего в библиотеке работало 52 человека. В 1975 г. за ФБ БГУ была официально закреплена функция Республиканского методического центра по координации деятельности библиотек вузов и ссузов.
Формирование фонда Фундаментальной библиотеки значительно изменилось в начале 1990-х гг. из-за снижения бюджетных ассигнований. В то же время библиотека активно начала внедрение в практику новых технологий, формировать коллекции в цифровом виде, предоставлять доступ к международным полнотекстовым и реферативным научным базам данных.
За годы своей истории библиотека неоднократно переезжала. Первоначально располагалась в здании бывшей гимназии Фальковича (сейчас исторический факультет БГУ, ул. Красноармейская, 6), затем в здании бывшего Юбилейного дома (сейчас Институт теологии БГУ, пр. Независимости, 26), в 1944 г. — в здании физико-математического корпуса (сейчас Ректорат БГУ, ул. Бобруйская, 5а), в 1949 — в восстановленном здании биологического корпуса (сейчас факультет географии и геоинформатики, ул. Ленинградская, 16). В 1962 г. библиотека переехала в специальное помещение в новом главном корпусе университета.

## Современное состояние
ФБ БГУ сегодня — это около 2 млн. томов универсального фонда отечественной и зарубежной литературы; доступ к электронным информационным ресурсам (ссылка на раздел сайта ФБ БГУ); свыше 27 тыс. пользователей; свыше 2 млн. книговыдач и обращений к электронным информационным ресурсам (электронному каталогу, Электронной библиотеке и лицензионным базам данных); 778 мест в читальных залах; 138 сотрудников. Ежегодно библиотека приобретает 20 тыс. экземпляров новых изданий, получает 355 наименований отечественных и зарубежных периодических изданий, предоставляет доступ к 25 научным лицензионным полнотекстовым и реферативным базам данных, ведет международный книгообмен с 56 научными и учебными организациями из стран СНГ и дальнего зарубежья.
Большую информационную и культурную ценность представляют созданные на базе Фундаментальной библиотеки депозитарные фонды Организации Объединенных Наций и Международного Валютного фонда, позволившие пользователям библиотеки работать с первоисточниками документов и публикаций ООН и МВФ, статистическими ежегодниками, материалами конференций, семинаров, симпозиумов, сборниками договоров, периодическими изданиями на английском и русском языках.
ФБ БГУ является Республиканским координационным и методическим центром для библиотек учреждений высшего образования Республики Беларусь. Статус ФБ БГУ как координационного и методического центра библиотек учреждений образования подтвержден Кодексом Республики Беларусь о культуре.
В структуре ФБ БГУ действует Библиотека Китая ФБ БГУ и Оманский центр арабского языка и культуры ФБ БГУ.

## Информационные ресурсы
Библиотечный фонд ФБ БГУ представляет собой богатейшие собрания научных, научно-популярных, учебных, справочных, литературно-художественных, официальных, производственно-практических изданий. Основная часть фонда формируется в соответствии с тематикой научно-исследовательских работ, направлений учебной и воспитательной работы БГУ. Учебная литература составляет более 40 % фонда.
В ФБ БГУ функционирует электронный каталог (ЭК), созданный на основе АИБС "МегаПро". ЭК включает библиографические описания на все документы, поступившие в библиотеку с 2004 года, и постепенно пополняется библиографическими описаниями ранее поступивших в фонд документов. Электронная библиотека (ЭБ) БГУ – http://elib.bsu.by/ – была введена в эксплуатацию 16 марта 2010 г. Является одной из крупнейших среди институциональных репозиториев университетов мира. Согласно Webometrics Ranking of World Universities, в 2019 г. Электронная библиотека БГУ занимала 3 место среди университетских репозиториев в мире.

#### Редкие и ценные издания
В ФБ БГУ выделен фонд редких и ценных изданий, который насчитывает около 14 тыс. уникальных книг XVI — начала XX вв. (тексты воспроизведены кириллицей, латиницей, готическим и русским гражданским шрифтами) и около 10 тыс. экземпляров журналов, изданных в дореволюционные годы.
Фонд редких и ценных изданий включает в себя: старопечатные издания; нелегальные и запрещённые дореволюционные издания; экземпляры с экслибрисами или владельческими печатями; коллекцию революционной печати и первых лет советской власти; экземпляры с цензурными правками, маргиналиями; издания, возвращённые из отдела специального хранения; первые прижизненные и особо ценные издания работ классиков науки, литературы и искусства; издания с автографами лиц, известных в литературе, науке, общественной жизни, профессорско-преподавательского состава БГУ; лучшие серийные издания, книги, иллюстрированные известными художниками; издания, являющиеся образцами художественного оформления и полиграфического исполнения; миниатюрные и малоформатные издания; репринты и факсимиле.

## Директора библиотеки
- 1920 г. — 1921 г. — Гурвич Евгения Адольфовна;
- 1921 г. — 1931 г. — Симановский Иосиф Бенцианович;
- 1932 г. — 1934 г. — Точных сведений о том, кто занимал пост директора, не сохранилось;
- 1934 г. — 1937 г. — Гутковский Николай Макарович;
- 1943 г.  — Ларченко Михаил Григорьевич;
- 1943 г. — 1944 г.  — Жаврид Михаил Федотович;
- 1944 г. — 1970 г. — Любина Розалия Герасимовна;
- 1970 г. — 1999 г. — Ореховская Ирина Владимировна;
- 1999 г. —  2015 г. — Лапо Петр Михайлович;
- 2015 г. — по н. в. — Кулаженко Владимир Геннадьевич.